# Municipio de Hanover (condado de Adams)
El municipio de Hanover (en inglés: Hanover Township) es un municipio ubicado en el condado de Adams en el estado estadounidense de Nebraska. En el año 2010 tenía una población de 199 habitantes y una densidad poblacional de 2,32 personas por km².

## Geografía
El municipio de Hanover se encuentra ubicado en las coordenadas 40°28′51″N 98°19′50″O / 40.48083, -98.33056. Según la Oficina del Censo de los Estados Unidos, el municipio tiene una superficie total de 85.95 km², de la cual 85,95 km² corresponden a tierra firme y (0 %) 0 km² es agua.

## Demografía
Según el censo de 2010, había 199 personas residiendo en el municipio de Hanover. La densidad de población era de 2,32 hab./km². De los 199 habitantes, el municipio de Hanover estaba compuesto por el 98,99 % blancos, el 0,5 % eran afroamericanos, el 0,5 % eran asiáticos. Del total de la población el 0 % eran hispanos o latinos de cualquier raza.